# السوق الدولي لبرامج الاتصالات
السوق الدولي لبرامج الاتصالات (MIPCOM) هو سوق دولية لبرامج الاتصالات يجتمع فيه حوالي 12 ألف مهني من قطاع التلفزيون والترفيه في كل شهر أكتوبر في كان (قصر المهرجانات) لشراء وبيع البرامج الدولية. وأيضا وبشكل متزايد للتفاوض مع منصات جديدة (الإنترنت ، VOD، المحمول، وسائل الإعلام الاجتماعية). حيث أصبحت هذه الجهات أكثر وأكثر حضورا في هذا الحدث، وكذلك السوق الدولية للبرامج التلفزيونية (MIPTV) الذي يجري في أبريل.